# Pseudohaje
Genre
Pseudohaje est un genre de serpents de la famille des Elapidae. 

## Répartition
Les espèces de ce genre se rencontrent en Afrique subsaharienne. 

## Liste des espèces
Selon The Reptile Database (9 oct. 2011) :
- Pseudohaje goldii (Boulenger, 1895)
- Pseudohaje nigra Günther, 1858

## Publication originale
- Günther, 1858 : Catalogue of Colubrine Snakes in the Collection of the British Museum, London, p. 1-281 (texte intégral).